# Rómulo Gallegos (Venezuela)
Rómulo Gallegos é um município da Venezuela localizado no estado de Apure.
A capital do município é a cidade de Elorza.